# Gare du Coteau
Gare du Coteau – stacja kolejowa w Le Coteau, w departamencie Loara, w regionie Owernia-Rodan-Alpy, we Francji. 
Jest stacją Société nationale des chemins de fer français (SNCF), obsługiwaną przez pociągi TER Rhône-Alpes.

## Położenie
Znajduje się na km 423,117 linii Moret – Lyon, na wysokości 279 m n.p.m., pomiędzy stacjami Roanne i Saint-Jodard.

## Linie kolejowe
- Moret – Lyon
- Le Coteau – Saint-Germain-au-Mont-d'Or
- Le Coteau – Montchanin